# Honda N
Honda N — рядный четырёхцилиндровый дизельный двигатель внутреннего сгорания для среднеразмерных автомобилей, выпускавшийся с 2002 по 2023 год японской компанией Honda. В двигателе применяется непосредственный впрыск Common Rail, который маркируется компанией Honda как i-CTDi (Intelligent Common-Rail Turbocharged Direct injection). Наиболее примечательная особенность — алюминиевый блок цилиндров, в производстве которого используется запатентованная технология, обеспечивающая лёгкую массу и повышенную жёсткость. Роликовые цепи приводят в движение два верхних распредвала. В двигателе применяются турбокомпрессор с изменяемой геометрией и интеркулер.

## N15A1 (Earth Dreams i-DTEC)
В двигателе i-DTEC применяется двойной турбокомпрессор Wastegate & Variable Geometry Turbocharger (VGT), который обеспечивает высокую мощность примерно от 1500 об/мин. Двигатель имеет противосажевый фильтр (DPF), систему «старт-стоп», систему рециркуляции выхлопных газов (EGR) и малогабаритный интеркулер.

### Особенности
- Диаметр цилиндра и ход поршня: 76 мм × 82,5 мм
- Конфигурация: I4
- Объём: 1,5 л (1498 см3)[3]
- Клапанов: 16
  - Клапанный механизм: DOHC
- Тип: i-DTEC
- Степень сжатия: 16,0:1
- Давление: 0,93 бар
- Мощность: 75 кВт (100 л. с.) при 3600 об/мин
- Крутящий момент: 200 Н⋅м при 1750 об/мин
- Красная зона: 4500 об/мин

### Применения
- Honda City (2003—2023)
- Honda Amaze (2013—2023)[4]
- Honda Mobilio (2015—2018)
- Honda Jazz (2015—2020)
- Honda BR-V (2015—2020)
- Honda WR-V (2016—2023)

## N16A (Earth Dreams i-DTEC)
N16A, как и N15A, разработан по технологии Earth Dreams Technology. Двигатель с одинарным турбокомпрессором получил индекс N16A1/2, а с двойным турбокомпрессором Wastegate & Variable Geometry Turbocharger — N16A4. Двойной турбокомпрессор обеспечивает высокую мощность примерно от 1500 об/мин. В двигателе также применяются противосажевый фильтр (DPF), система «старт-стоп», система рециркуляции выхлопных газов (EGR) и малогабаритный интеркулер.

### Применения
| Двигатель | Применение                                       | Мощность                            | Крутящий момент         |
| --------- | ------------------------------------------------ | ----------------------------------- | ----------------------- |
| N16A1     | 2013—2016 Honda Civic (FK3)                      | 88 кВт (120 л. с.) при 4000 об/мин  | 300 Н⋅м при 2000 об/мин |
| N16A1     | 2017—2022 Honda Civic (FC8/FK9)                  | 88 кВт (120 л. с.) при 4000 об/мин  | 300 Н⋅м при 2000 об/мин |
| N16A2     | 2015—2018 Honda CR-V (RE6, FWD)                  | 88 кВт (120 л. с.) при 4000 об/мин  | 300 Н⋅м при 2000 об/мин |
| N16A3     | 2014—2022 Honda HR-V (RU8)                       | 88 кВт (120 л. с.) при 4000 об/мин  | 300 Н⋅м при 2000 об/мин |
| N16A4     | 2015—2018 Honda CR-V (RE6, AWD)                  | 120 кВт (160 л. с.) при 4000 об/мин | 350 Н⋅м при 2000 об/мин |
| N16A4     | 2017—2022 Honda CR-V (RW7/RW8) (Таиланд)         | 120 кВт (160 л. с.) при 4000 об/мин | 350 Н⋅м при 2000 об/мин |
| N16A5     | 2017—2022 Honda CR-V (RW7/RW8) (Индия/Филиппины) | 88 кВт (120 л. с.) при 4000 об/мин  | 300 Н⋅м при 2000 об/мин |

## N22A (i-CTDi)
В двигателе i-CTDi, соответствующем экологическим нормам Евро-4, применяется турбокомпрессор с изменяемой геометрией производства Honeywell или Garrett. Высокая мощность обеспечивается примерно от 1500 об/мин. N22A является эксклюзивным двигателем для европейских рынков, где Honda может осуществлять свою деятельность.

### Применения
| Двигатель | Применение                       | Мощность                            | Крутящий момент         |
| --------- | -------------------------------- | ----------------------------------- | ----------------------- |
| N22A1     | 2002—2008 Honda Accord (CN1/CN2) | 100 кВт (140 л. с.) при 4000 об/мин | 340 Н⋅м при 2000 об/мин |
| N22A1     | 2004—2009 Honda FR-V (BE5)       | 100 кВт (140 л. с.) при 4000 об/мин | 340 Н⋅м при 2000 об/мин |
| N22A2     | 2005—2006 Honda CR-V (RD9, FWD)  | 100 кВт (140 л. с.) при 4000 об/мин | 340 Н⋅м при 2000 об/мин |
| N22A2     | 2007—2009 Honda CR-V (RE6)       | 100 кВт (140 л. с.) при 4000 об/мин | 340 Н⋅м при 2000 об/мин |
| N22A2     | 2006—2010 Honda Civic (FN3/FK3)  | 100 кВт (140 л. с.) при 4000 об/мин | 340 Н⋅м при 2000 об/мин |

## N22B (i-DTEC)

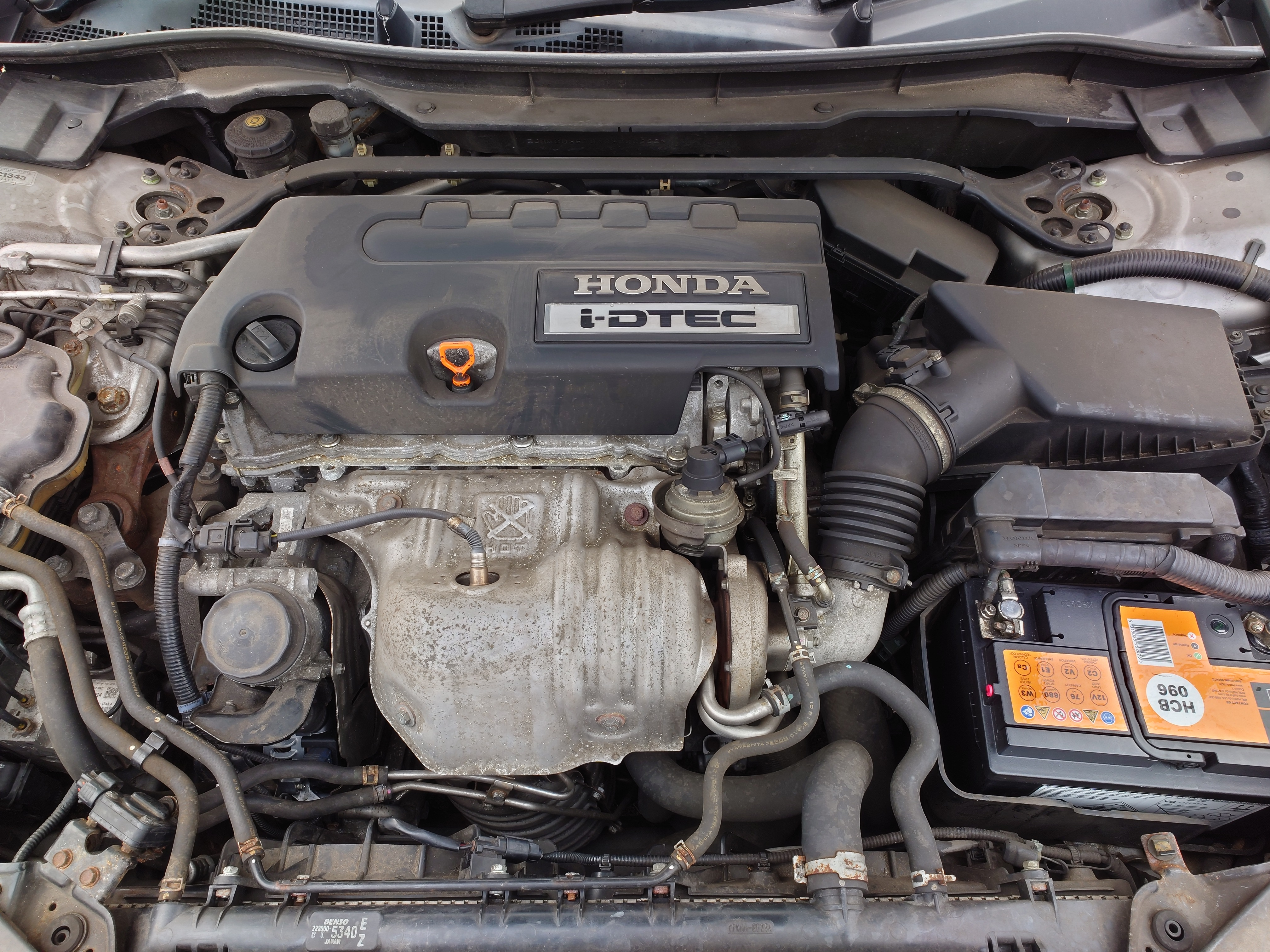
Honda N22B2

В то время как двигатель N22A имеет впускные отверстия в передней части, двигатель N22B, соответствующий экологическим нормам Евро-5, имеет новую стандартную конфигурацию выпускных отверстий. Ход поршня был немного уменьшен в целях соответствия требованиям для двигателей объёмом меньше 2200 см3 для целей налогообложения и регистрации в некоторых юрисдикциях. N22A, в свою очередь, имеет выхлопную трубу в задней части.

### Применения
| Двигатель | Применение                               | Мощность                            | Крутящий момент         |
| --------- | ---------------------------------------- | ----------------------------------- | ----------------------- |
| N22B1     | 2008—2015 Honda Accord ES и EX (CU3/CW3) | 110 кВт (150 л. с.) при 4000 об/мин | 350 Н⋅м при 2000 об/мин |
| N22B2     | 2008—2015 Honda Accord Type S (CU3/CW3)  | 130 кВт (180 л. с.) при 4000 об/мин | 380 Н⋅м при 2000 об/мин |
| N22B3     | 2010—2012 Honda CR-V (RE6)               | 110 кВт (150 л. с.) при 4000 об/мин | 350 Н⋅м при 2000 об/мин |
| N22B4     | 2013—2014 Honda CR-V (RE6)               | 110 кВт (150 л. с.) при 4000 об/мин | 350 Н⋅м при 2000 об/мин |
| N22B4     | 2011—2012 Honda Civic (FK3)              | 110 кВт (150 л. с.) при 4000 об/мин | 350 Н⋅м при 2000 об/мин |